# Parque Nacional dos Pirenéus

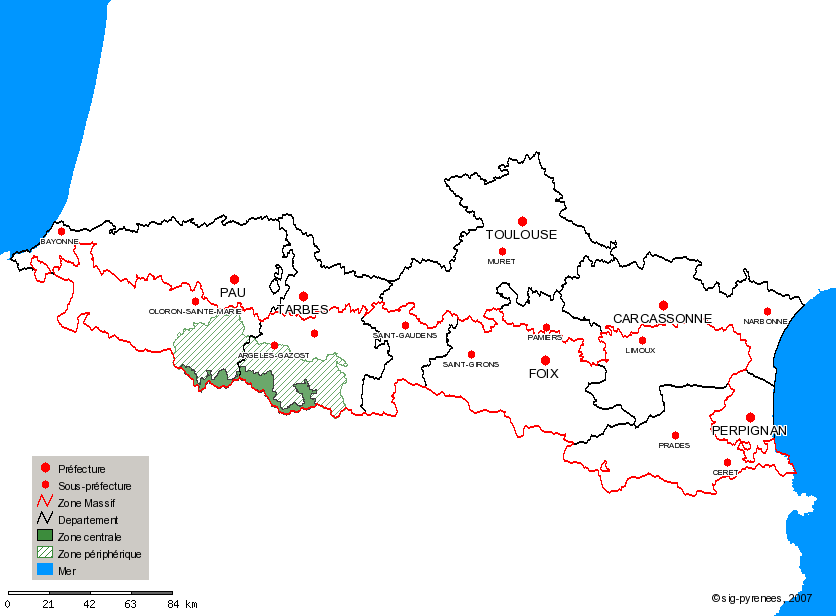
Localização do Parque Nacional dos Pirenéus: a vermelho, a zona do maciço pirenaico; a verde claro, a zone central do parque; a verde escuro, a zona periférica do parque

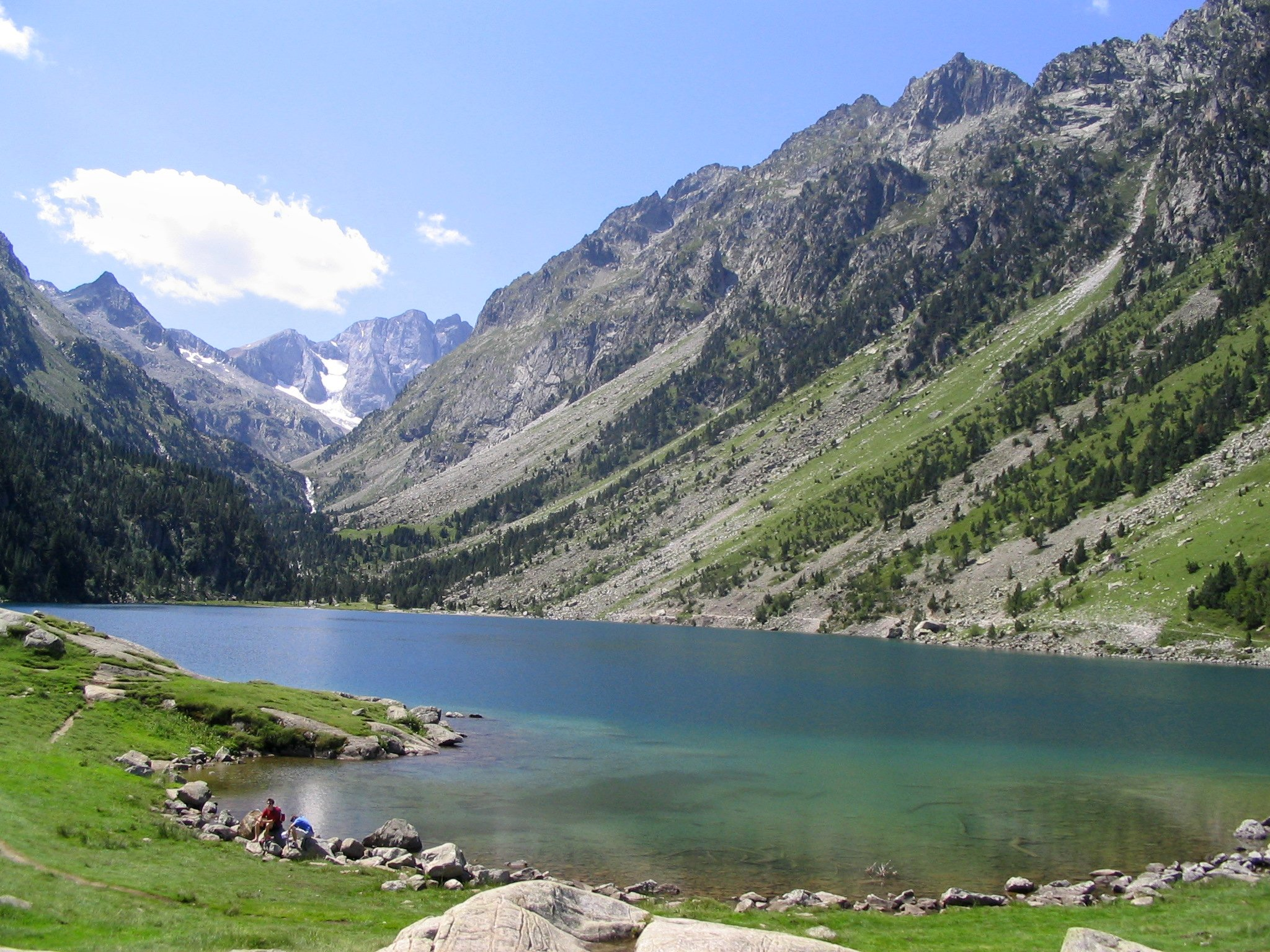
Lago de Gaube, de origem glaciar, e o pico Vignemale ao fundo

O Parque Nacional dos Pirenéus (em francês: Parc national des Pyrénées) é um espaço protegido de 45 707 ha de área situado na zona central dos Pirenéus de França, no departamento dos Altos Pirenéus. Protege os cumes, circos glaciares e vales de maior interesse ecológico da vertente norte da cordilheira e faz fronteira com a Espanha. Foi criado em 1967 e é gerido pela agência pública francesa Parcs nationaux de France. O território protegido, que se estende de oeste a este longitudinalmente, protege sítios como o pico Midi d'Ossau, o pico Vignemale, o lago de Gaube, o maciço de Néouvielle e os circos glaciares de Gavarnie, Estaubé e Troumouse. Entre as espécies animais protegidas, destacam-se a águia-real, o abutre, a marmota e o urso-pardo.
O Parque Nacional dos Pirenéus tem 230 lagos de altitude. Os mais altos cumes dos Pirenéus franceses situam-se no interior do parque.